# Junior Internet
Junior Internet je soutěž a konference pro mladé lidi, kteří se aktivně věnují tvůrčí práci na internetu. Vznikla jako součást kampaně Březen – měsíc Internetu (BMI) a organizují ji pro sebe sami mladí lidé. První ročník se konal v roce 2000, poslední ročník proběhl v roce 2016.

## Historie
S myšlenkou zorganizovat v rámci Března – měsíce Internetu „dětskou konferenci“ přišel tehdy dvanáctiletý Jirka Peterka (syn novináře Jiřího Peterky) poté, co byl v roce 1999 jedním z porotců soutěže webových stránek pro děti. Spolu s ním první ročníky pořádali podobně staří Jirka Benedikt a Karel Petržela. Za sdružení BMI jim pomáhal jeho člen Jaroslav Winter.
První ročník proběhl v sobotu 11. března 2000, druhý pak v sobotu 10. března 2001. Místem konání prvních ročníků byl pražský Klub Lávka.
Od roku 2004 se konference účastnili i mladí ze Slovenska. V roce 2006 se poprvé dostala konference i za hranice České republiky a pod stejným názvem proběhla ve všech státech tzv. Visegrádské čtyřky – v ČR, v Polsku, Maďarsku a na Slovensku.
Volným pokračováním Junior Internetu je soutěž JuniorErb určená mladým tvůrcům webových stránek obce, města, školy, spolku apod. Původně šlo o kategorii v rámci soutěže Junior Internet.